# 1955 na televisão
Nesta página encontram-se os fatos, estreias e términos sobre televisão que aconteceram durante o ano de 1955.

## Eventos

### Julho
- 17 de julho — Entra no ar a TV Rio no Rio de Janeiro.[1]

### Novembro
- 5 de novembro — Nasce a televisão em Minas Gerais, com a fundação da TV Itacolomi, emissora própria da Rede Tupi em Belo Horizonte.

## Programas

### Abril
- 17 de abril — Estreia Grande Gincana Kibon na TV Record.

## Nascimentos
| Data            | Nome                | Profissão                             | Nacionalidade  | Observações | Ref   |
| --------------- | ------------------- | ------------------------------------- | -------------- | ----------- | ----- |
| 6 de janeiro    | Rowan Atkinson      | ator e comediante                     | Reino Unido    |             |       |
| 22 de janeiro   | John Wesley Shipp   | ator                                  | Estados Unidos |             |       |
| 19 de fevereiro | Jeff Daniels        | ator                                  | Estados Unidos |             |       |
| 4 de março      | António Catarino    | jornalista                            | Portugal       |             |       |
| 17 de março     | Junichi Haruta      | ator                                  | Japão          |             |       |
| 17 de março     | Gary Sinise         | ator e diretor                        | Estados Unidos |             |       |
| 19 de março     | Bruce Willis        | ator                                  | Estados Unidos |             |       |
| 20 de março     | Denise Dumont       | atriz                                 | Brasil         |             |       |
| 21 de março     | Angelina Muniz      | atriz                                 | Brasil         |             |       |
| 29 de março     | Jorge Fernando      | ator e diretor                        | Brasil         | m. 2019     | [ 2 ] |
| 17 de abril     | Louise Cardoso      | atriz                                 | Brasil         |             |       |
| 1 de maio       | Patrycia Travassos  | atriz e roteirista                    | Brasil         |             |       |
| 14 de junho     | Pasquale Cipro Neto | professor e apresentador de televisão | Brasil         |             |       |
| 24 de junho     | Betty Lago          | atriz                                 | Brasil         | m. 2015     | [ 3 ] |
| 29 de julho     | Jean-Hugues Anglade | ator                                  | França         |             |       |
| 3 de setembro   | Serginho Leite      | músico, humorista e radialista        | Brasil         | m. 2011     | [ 4 ] |
| 4 de setembro   | Carlos Magno        | jornalista                            | Portugal       |             |       |
| 29 de setembro  | Ken Weatherwax      | ator                                  | Estados Unidos | m. 2014     | [ 5 ] |
| 12 de outubro   | Sergio Malandro     | comediante                            | Brasil         |             |       |
| 15 de outubro   | Tanya Roberts       | atriz                                 | Estados Unidos | m. 2021     | [ 6 ] |
| 13 de novembro  | Whoopi Goldberg     | atriz e comediante                    | Estados Unidos |             |       |
| ?               | Dill Costa          | atriz                                 | Brasil         |             |       |

## Mortes
| Data        | Nome           | Profissão       | Nacionalidade     | Observações | Ref   |
| ----------- | -------------- | --------------- | ----------------- | ----------- | ----- |
| 5 de agosto | Carmen Miranda | atriz e cantora | Portugal / Brasil | n. 1909     | [ 7 ] |